# 晏河乡
晏河乡，是中华人民共和国河南省信阳市光山县下辖的一个乡镇级行政单位。

## 行政区划
晏河乡下辖以下地区：
晏河街社区、河棚社区、程山村、付店村、管围孜村、韩畈村、河川村、胡楼村、刘畈村、潘畈村、秦洼村、万湾村、杨帆村、尤西冲村、詹堂村、晏河村、河棚村、李湾村、李畈村、帅洼村、熊畈村、徐湾村、许洼村、杨坳村和净居寺名胜管理区敖洼村。